# Psarocolius guatimozinus
Psarocolius guatimozinus là một loài chim trong họ Icteridae.